# Aurelio Opillo
Aurelio Opillo, o Opilio o Opillio (II secolo a.C. – I secolo a.C.), è stato uno scrittore romano.
Fu il liberto di un epicureo e in quanto tale insegnò a Roma filosofia, retorica e grammatica. Chiuse la sua scuola per seguire in esilio Rutilio Rufo, accompagnandolo a Smirne, dove i due passarono il resto della vita. Citato da Marco Terenzio Varrone e da Verrio Flacco, è considerato un'autorevole fonte. I suoi studi principali si sarebbero rivolti in particolare alla determinazione delle commedie di Plauto delle quali avrebbe studiato la sintassi e le parole. Tuttavia, i suoi libri si occupavano di una vasta gamma di interessi nel campo dell'erudizione; tra di essi si ricordano un Pinax (Catalogo) e Musae, opera citata da Aulo Gellio, che ne trae una etimologia del termine induciae.